# Liste der Naturschutzgebiete in Darmstadt
Auf dem Gebiet der hessischen Stadt Darmstadt gibt es 13 Naturschutzgebiete. Sie nehmen insgesamt eine Fläche von 823 ha ein. Die meisten von ihnen liegen im Osten der Stadt.
| Name                                                 | Bild | Kennung              | Kreis                                                       | Einzelheiten | Position | Fläche Hektar | Datum         |
| ---------------------------------------------------- | ---- | -------------------- | ----------------------------------------------------------- | --- | -------- | ------------- | ------------- |
| Griesheimer Düne und Eichwäldchen                    |      | 1411001 WDPA: 81757  | Darmstadt                                                   | OSM-Link zur Kartendarstellung: „Griesheimer Düne und Eichwäldchen“ | ⊙        | 46,83         | 1953          |
| Silzwiesen von Darmstadt-Arheilgen                   |      | 1411002 WDPA: 82593  | Darmstadt                                                   | OSM-Link zur Kartendarstellung: „Silzwiesen von Darmstadt-Arheilgen“ | ⊙        | 65,64         | 1978          |
| Brömster bei Darmstadt-Eberstadt                     |      | 1411003 WDPA: 162572 | Darmstadt                                                   | OSM-Link zur Kartendarstellung: „Brömster bei Darmstadt-Eberstadt“ | ⊙        | 8,8           | 1984          |
| Im Mörsbacher Grund von Darmstadt-Arheilgen          |      | 1411006 WDPA: 163879 | Darmstadt                                                   | OSM-Link zur Kartendarstellung: „Im Mörsbacher Grund von Darmstadt-Arheilgen“ | ⊙        | 68,06         | 29. Sep. 1987 |
| Düne am Ulvenberg von Darmstadt-Eberstadt            |      | 1411007 WDPA: 162820 | Darmstadt                                                   | Düne südwestlich von Darmstadt-Eberstadt. Auf einer Flugsanddüne trockene, kalkreiche Sandrasen, daneben Halb-Trockenrasen und Steppen-Trockenrasen. Seit 2001 auch FFH-Gebiet. OSM-Link zur Kartendarstellung: „Düne am Ulvenberg von Darmstadt-Eberstadt“ | ⊙        | 8,88          | 1991          |
| Scheftheimer Wiesen bei Darmstadt                    |      | 1411008 WDPA: 165373 | Darmstadt                                                   | OSM-Link zur Kartendarstellung: „Scheftheimer Wiesen bei Darmstadt“ | ⊙        | 166,07        | 1993          |
| Darmbachaue von Darmstadt                            |      | 1411010 WDPA: 162704 | Darmstadt                                                   | OSM-Link zur Kartendarstellung: „Darmbachaue von Darmstadt“ | ⊙        | 66,98         | 1994          |
| Lerchenberg und Kernesbellen von Darmstadt-Eberstadt |      | 1411012 WDPA: 164438 | Darmstadt                                                   | OSM-Link zur Kartendarstellung: „Lerchenberg und Kernesbellen von Darmstadt-Eberstadt“ | ⊙        | 17,19         | 1995          |
| Ehemaliger August-Euler-Flugplatz von Darmstadt      |      | 1411013 WDPA: 162860 | Darmstadt                                                   | OSM-Link zur Kartendarstellung: „Ehemaliger August-Euler-Flugplatz von Darmstadt“ | ⊙        | 70,59         | 1996          |
| Bessunger Kiesgrube                                  |      | 1411014 WDPA: 318193 | Darmstadt                                                   | OSM-Link zur Kartendarstellung: „Bessunger Kiesgrube“ | ⊙        | 11,78         | 30. Mai 1997  |
| Am Kleewoog von Gräfenhausen                         |      | 1432012 WDPA: 162167 | Landkreis Darmstadt-Dieburg, Darmstadt                      | Ist per Kennung 1432xxx dem Landkreis Darmstadt-Dieburg zugeordnet, siehe Liste der Naturschutzgebiete im Landkreis Darmstadt-Dieburg | ⊙        | 20,23         | 1985          |
| Großer und kleiner Bruch bei Roßdorf                 |      | 1432019 WDPA: 163365 | Landkreis Darmstadt-Dieburg, Darmstadt                      | Ist per Kennung 1432xxx dem Landkreis Darmstadt-Dieburg zugeordnet, siehe Liste der Naturschutzgebiete im Landkreis Darmstadt-Dieburg | ⊙        | 46,89         | 1993          |
| Hegbachaue bei Messel                                |      | 1438021 WDPA: 163576 | Landkreis Offenbach, Darmstadt, Landkreis Darmstadt-Dieburg | Ist per Kennung 1438xxx dem Landkreis Offenbach zugeordnet, siehe Liste der Naturschutzgebiete im Landkreis Offenbach | ⊙        | 242,05        | 1994          |
| Legende für Naturschutzgebiet                        |      |                      |                                                             | |          |               |               |